# Spanking

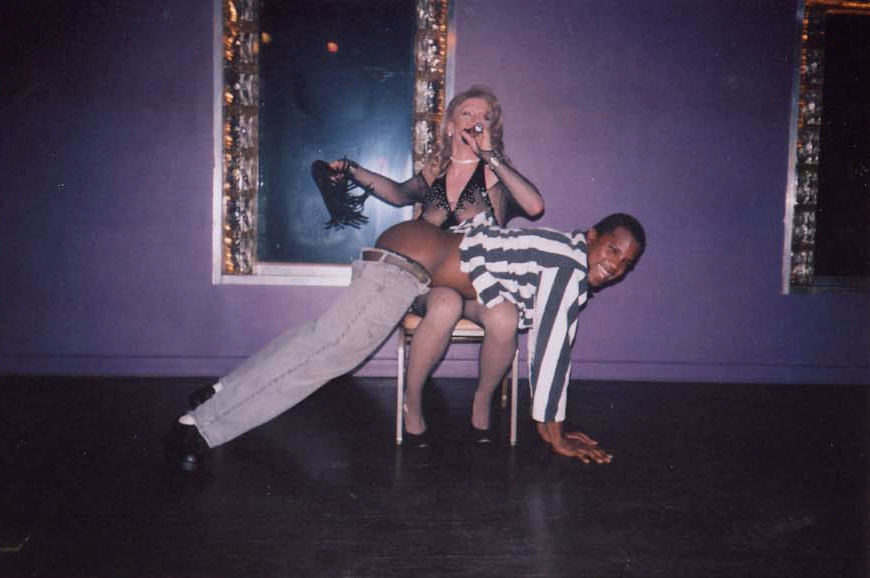
Spanking mężczyzny przez drag queen

Spanking – zachowanie polegające na zadawaniu uderzeń bądź klapsów, najczęściej w pośladki, mające na celu podniecenie seksualne obojga partnerów. Klapsy mogą być zadawane zarówno dłonią, jak i specjalnymi paletkami lub dowolnymi przedmiotami, takimi jak pasek czy szczotka do włosów. Spanking wiązany jest z grupą zachowań typu BDSM, może mieć również formę poniżenia seksualnego.
Pierwsze wzmianki o spankingu miały już miejsce w pornografii wiktoriańskiej oraz w nowelach erotycznych okresu np. Lady Bumtickler's Revels, The Whippingham Papers, Wezzellian Behaviors, Yerbouti Ermine czy An Exhibition of Female Flagellants.